# Остратиці
Остратиці (словац. Ostratice) — село, громада округу Партизанське, Тренчинський край. Кадастрова площа громади — 11.31 км². 
Населення 800 осіб (станом на 31 грудня 2020 року).

## Історія
Остратиці згадується 1193 року.

## Географія
Протікають річка Гидіна і Правотицький потік.

## Населення
| Рік:            | 1994. | 2004.   | 2014.   | 2024.   |
| --------------- | ----- | ------- | ------- | ------- |
| Кількість осіб: | 758   | 802     | 837     | 779     |
| Різниця:        |       | +5,80 % | +4,36 % | -6,92 % |

| Рік:            | 2023. | 2024.   |
| --------------- | ----- | ------- |
| Кількість осіб: | 790   | 779     |
| Різниця:        |       | -1,39 % |